# Egentliga Finland
Egentliga Finland (finska: Varsinais-Suomi [ˈʋɑrs̠inɑi̯s̠ˌs̠uo̞̯mi]) är ett landskap i forna Åbo och Björneborgs län i Finland. Landskapet består av den sydvästra delen av Finlands fastland och skärgården utanför, Skärgårdshavet, fram till Åland. Landskapets huvudort är den största staden Åbo, som under den svenska tiden var den östra riksdelens viktigaste stad.
Folkmängden i Egentliga Finland uppgick den 31 december 2012 till 468 936 invånare och landskapets totala areal utgjorde den 1 januari samma år 20 538 kvadratkilometer (varav 10 663 kvadratkilometer land).
I den södra delen av skärgården, Åboland, är majoriteten av invånarna svenskspråkiga, medan inlandet och skärgården längre mot norr är nästan helt finskspråkiga. Åbo stads språkliga status är tvåspråkig.
Det nuvarande landskapet Egentliga Finland och det historiska landskapet med samma namn omfattar ungefär samma område. Av det nuvarande landskapets kommuner hör Somero till Tavastland och Loimaa till det historiska landskapet Satakunda.
Den äldsta gränsen mellan Tavastland och egentliga Finland som historiska landskap löper genom det nuvarande området av Somero och längs södra gränsen av den nuvarande staden Loimaa (tidigare kommunen  Mellilä).  Vid denna gräns i Somero finns det namn som "Hämeenoja", "Hämeenvaha" och "Suomuhta" (ursprungligen Suomenhuhta).

## Vapen
Egentliga Finlands landskapsvapen togs i bruk 1557, efter att Gustav Vasas son Johan 1556 hade förlänats det dåtida Finland (omfattande det nuvarande Egentliga Finland och Satakunda) i hertigdöme. Eftersom det moderna landskapets gränser i stort sett överensstämmer med det historiska landskapet används samma vapen oförändrat även av det moderna landskapet. Enligt en teori skulle Sveriges flagga ha sitt ursprung i Egentliga Finlands vapen.

## Kommuner

Kommunkarta

Egentliga Finland består av 27 kommuner, varav elva är städer (med fet stil i listan nedan).
- Aura
- Gustavs (Kustavi)
- Kimitoön (Kemiönsaari)
- Koskis (Koski Tl)
- Letala (Laitila)
- Loimaa
- Lundo (Lieto)
- Masku
- Nousis (Nousiainen)
- Nystad (Uusikaupunki)
- Nådendal (Naantali)
- Oripää
- Pargas (Parainen)
- Pemar (Paimio)
- Pyhäranta
- Pöytis (Pöytyä)
- Reso (Raisio)
- Rusko
- Sagu (Sauvo)
- Salo
- Somero
- S:t Karins (Kaarina)
- S:t Mårtens (Marttila)
- Tövsala (Taivassalo)
- Vemo (Vehmaa)
- Virmo (Mynämäki)
- Åbo (Turku)

## Välfärdsområde
Hela landskapet tillhör Egentliga Finlands välfärdsområde som ansvarar för social- och hälsovård samt räddningstjänst.

## Ekonomiska regioner
Landskapet Egentliga Finland omfattar följande fem ekonomiska regioner: 
- Loimaa ekonomiska region (nr 025)
- Nystadsregionen (nr 024)
- Salo ekonomiska region (nr 022)
- Åbo ekonomiska region (nr 023)
- Åboland (nr 021)

## Språk
Befolkningen efter språk (modersmål) den 31 december 2020. Finska, svenska och nordsamiska räknas som inhemska språk då de har officiell status i landet. Resten av språken räknas som främmande.
| Språk                      | Talare  | %        |
| -------------------------- | ------- | -------- |
| Hela befolkningen          | 481 403 | 100,00 % |
| Finska                     | 416 169 | 86,45 %  |
| Svenska                    | 27 353  | 5,68 %   |
| Samiska                    | 23      | 0,00 %   |
| Främmande språk totalt     | 37 858  | 7,86 %   |
| Ryska                      | 5 335   | 1,11 %   |
| Estniska                   | 4 036   | 0,84 %   |
| Arabiska                   | 3 683   | 0,77 %   |
| Kurdiska                   | 2 778   | 0,58 %   |
| Albanska                   | 2 385   | 0,50 %   |
| Somaliska                  | 1 820   | 0,38 %   |
| Engelska                   | 1 540   | 0,32 %   |
| Persiska                   | 1 324   | 0,28 %   |
| Ukrainska                  | 1 220   | 0,25 %   |
| Rumänska                   | 1 059   | 0,22 %   |
| Polska                     | 989     | 0,21 %   |
| Vietnamesiska              | 962     | 0,20 %   |
| Thailändska                | 864     | 0,18 %   |
| Kinesiska                  | 802     | 0,17 %   |
| Spanska                    | 764     | 0,16 %   |
| Bosniska                   | 631     | 0,13 %   |
| Turkiska                   | 619     | 0,13 %   |
| Tyska                      | 453     | 0,09 %   |
| Lettiska                   | 448     | 0,09 %   |
| Tagalog                    | 312     | 0,06 %   |
| Serbokroatiska             | 306     | 0,06 %   |
| Portugisiska               | 289     | 0,06 %   |
| Franska                    | 275     | 0,06 %   |
| Urdu                       | 274     | 0,06 %   |
| Litauiska                  | 271     | 0,06 %   |
| Italienska                 | 260     | 0,05 %   |
| Nepali                     | 247     | 0,05 %   |
| Bulgariska                 | 240     | 0,05 %   |
| Bengali                    | 238     | 0,05 %   |
| Ungerska                   | 197     | 0,04 %   |
| Pashto                     | 181     | 0,04 %   |
| Grekiska                   | 174     | 0,04 %   |
| Hindi                      | 130     | 0,03 %   |
| Nederländska               | 127     | 0,03 %   |
| Japanska                   | 112     | 0,02 %   |
| Språk med under 100 talare | 1 931   | 0,40 %   |
| Annat språk                | 483     | 0,10 %   |
| Okänt språk                | 99      | 0,02 %   |